# Marine Feldjagdstaffel Nr. I

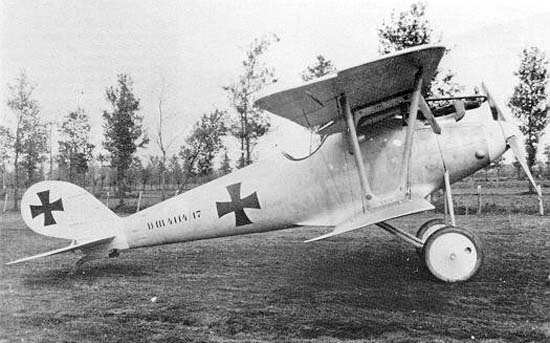
Pfalz D.III z MFJ II.

Marine Feldjagdstaffel Nr. I – (MFJ I) – wyspecjalizowana niemiecka jednostka lotnictwa morskiego Luftstreitkräfte z okresu I wojny światowej.
Eskadra została utworzona 1 lutego 1917 roku w Neumunster z Marine Feldfliger Abtailung 2 (MFFA 2) z Sonderkommando Sachsenberg pod dowództwem porucznika marynarki Gottharda Sachsenberga. Pierwsze zwycięstwo jednostka odniosła już 7 lutego.
Kiedy 2 września 1918 roku został utworzony Marine Jagdgeschwader dowództwo nad nim powierzono ówczesnemu dowódcy eskadry morskiej MFJ I porucznikowi Gotthardowi Sachsenberg. Na stanowisko dowódcy eskadry MFJ I przeszedł porucznik Filip Becht z Seefrontstaffel.
Eskadra morska używała między innymi samolotów Albatros D.III, Albatros D.V, Pfalz D.III oraz Fokker D.VII.
MFJ I w całym okresie wojny odniosła ponad 90 zwycięstw. Jej straty wynosiły co najmniej 9 zabitych w walce, 13 rannych oraz jeden w niewoli.
Łącznie przez jej personel przeszło 7 asów myśliwskich: Gotthard Sachsenberg (25), Bertram Heinrich (12), Theo Osterkamp (6), Henrich Wessels (6), Willy Thöne (5), Karl Meyer (1), Konrad Mettlich.

## Dowódcy dywizjonu
| Stopień   | Nazwisko             | Okres                   |
| --------- | -------------------- | ----------------------- |
| Kapitan   | Gotthard Sachsenberg | 01.02.1917 – 02.09.1918 |
| Porucznik | Philip Brecht        | 02.09.1918 – 11.11.1918 |